# لبروس بني
لبروس بني[بحاجة لمصدر] (الاسم العلمي: Labrus merula) (بالإنجليزية: brown wrasse)‏ هو نوع من الأسماك يتبع جنس اللبروس من الفصيلة اللبروسية.